# Infogare

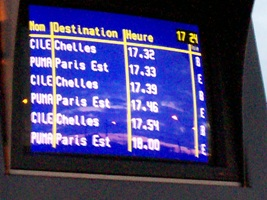
Un écran cathodique Infogare sur le RER E.

Infogare est le nom d'un ancien système d'information voyageurs qui a été utilisé par la Société nationale des chemins de fer français (SNCF) dans les gares d’Île-de-France pour indiquer l'heure de passage (ou le temps d'attente) des prochains trains. Le système a été arrêté fin 2020 après son remplacement par le programme IENA et son logiciel de diffusion Dauphine.
Le système Infogare a été développé par la société bretonne d'ingénierie Soridis.
À la suite d'investissements d'Île-de-France Mobilités (IDFM) et de la SNCF, l’ensemble des gares d’Île-de-France sont équipés d’écrans IENA, hormis quelques gares fonctionnant avec la solution CATI.

## Accompagnement des voyageurs
Comme de nombreux systèmes d'information voyageurs, Infogare avait pour but d'informer les voyageurs de l'extérieur de la gare jusqu'à leur train.
Le système est raccordé à différents afficheurs, plus ou moins spécialisés installés :
- à l’entrée de la gare ou dans le bâtiment voyageurs, où un afficheur présente les six prochains trains au départ, toutes directions confondues ;
- sur la passerelle ou dans le souterrain, où des tableaux présentent les prochains départs depuis les voies accessibles par l’escalier le plus proche ;
- sur le quai, où des écrans affichent le(s) prochain(s) train(s) à partir.

Les horaires affichés en gare correspondent aux horaires de passage théorique des trains et sont, dans beaucoup de gares, ajustés en fonction de la position réelle des trains sur la ligne.

## Les afficheurs
Infogare était capable de piloter l'affichage d'écrans de différentes technologies :
- CRT : ce sont les premiers écrans historiquement pilotés par Infogare. Les tubes cathodiques n'étant plus fabriqués, ils sont aujourd'hui remplacés par de nouvelles technologies d'afficheurs ;
- TFT (ou LCD) : ces écrans installés depuis 2006 sont en réalité des ordinateurs reliés à un afficheur. Ils offrent une plus grande surface d'affichage, une meilleure lisibilité et une plus grande souplesse dans la composition graphique de l'information. L'affichage est assuré directement par Infogare, et progressivement par Dauphine (qui est la couche de diffusion du programme IENA visant à remplacer Infogare) ;
- LED : les afficheurs à diode électroluminescente sont eux aussi composés d'un ordinateur raccordé à une surface d'affichage, ici une matrice de LED. Cette technologie offre une plus grande visibilité que les CRT ou même les TFT. Ils sont, pour cette raison, généralement installés là où la visibilité peut être perturbée par la luminosité ambiante. Les dernières générations de ces écrans utilisent le même logiciel d'affichage que les afficheurs à base de TFT, mais avec une composition graphique adaptée à la surface d'affichage. Les afficheurs passés sous Dauphine affichent, en attendant le déploiement complet, une interface légèrement différente avec l'utilisation de la police Achemine.

Différents types d'afficheurs
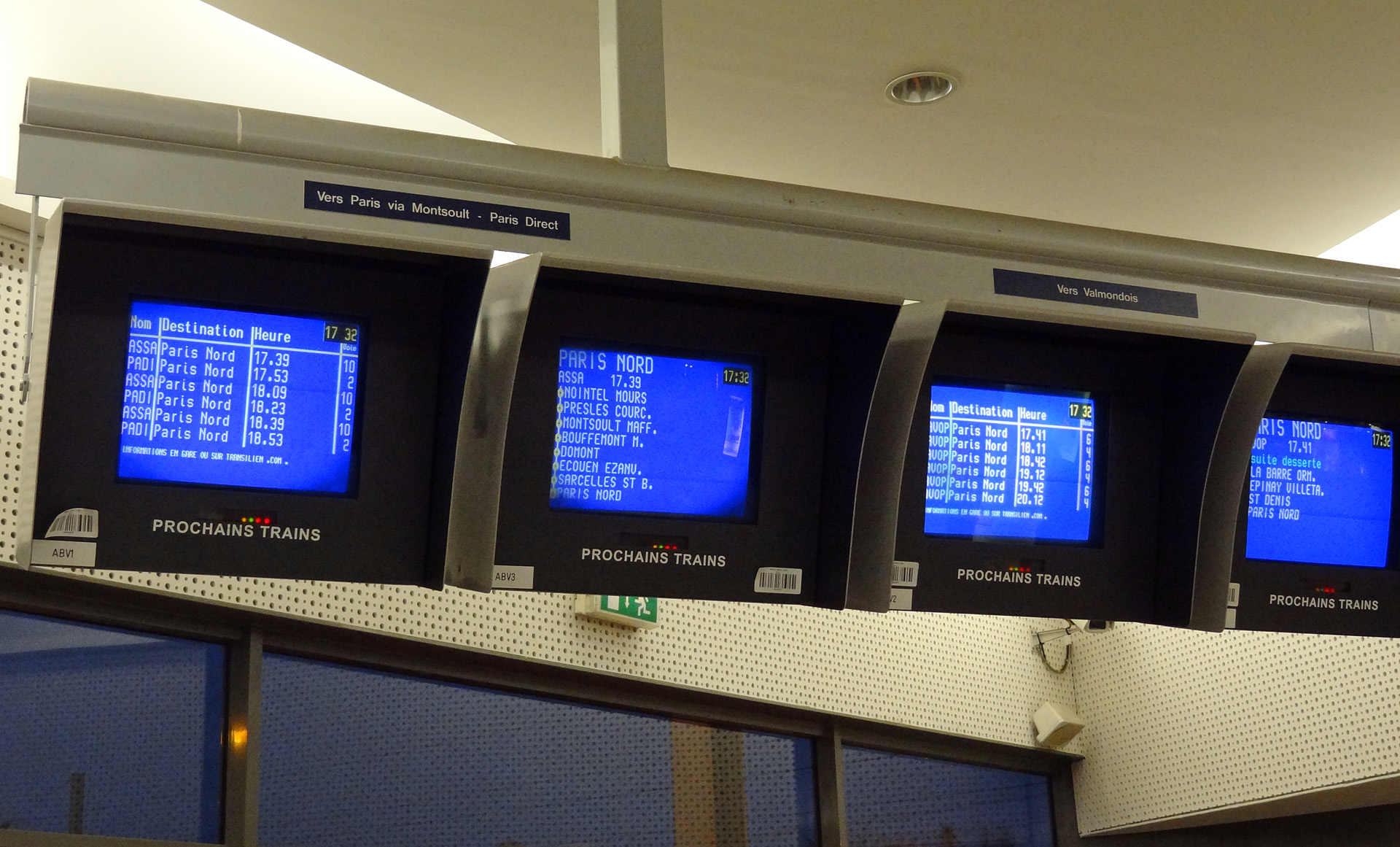
Afficheurs CRT.
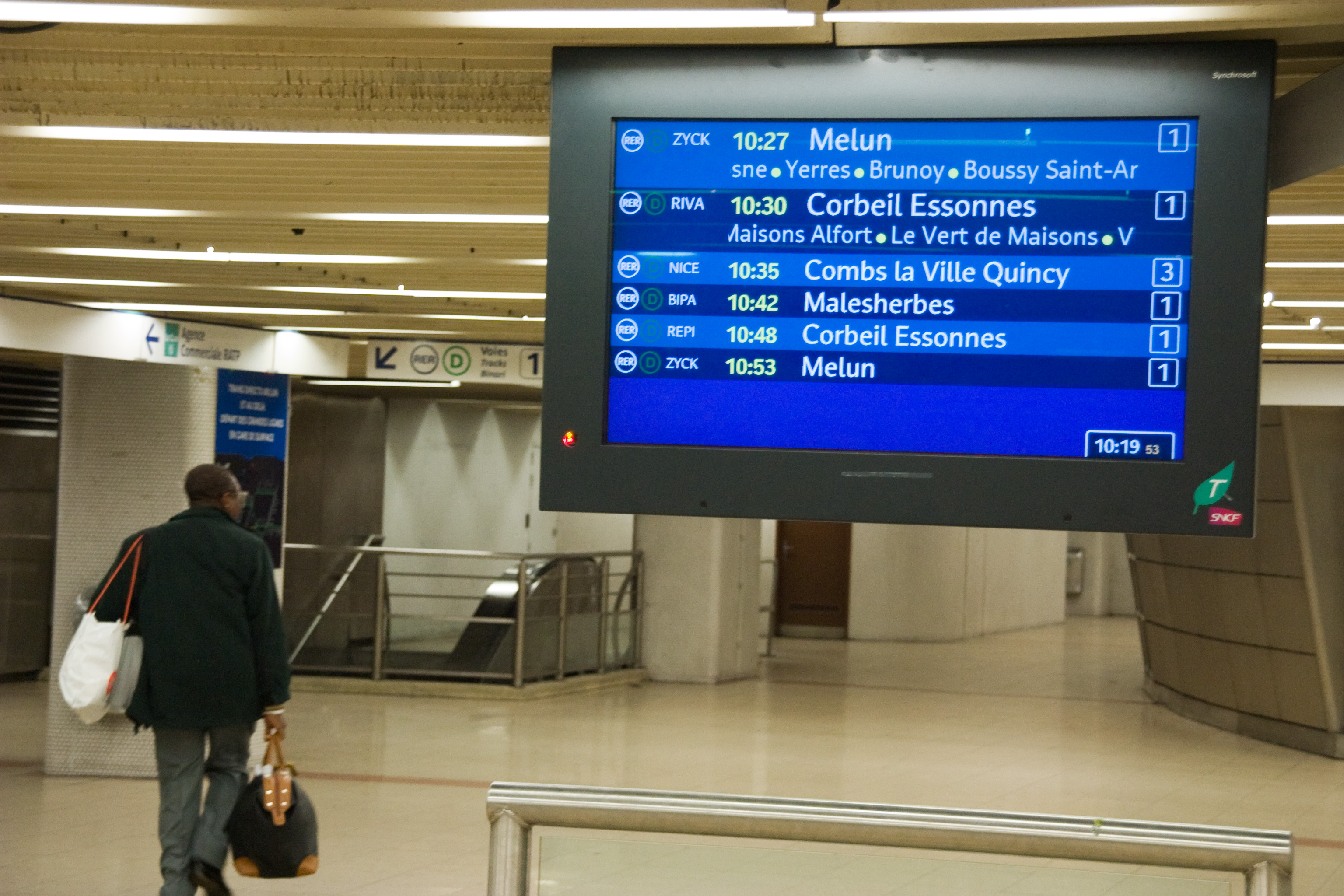
Afficheur TFT (diffusion Infogare).
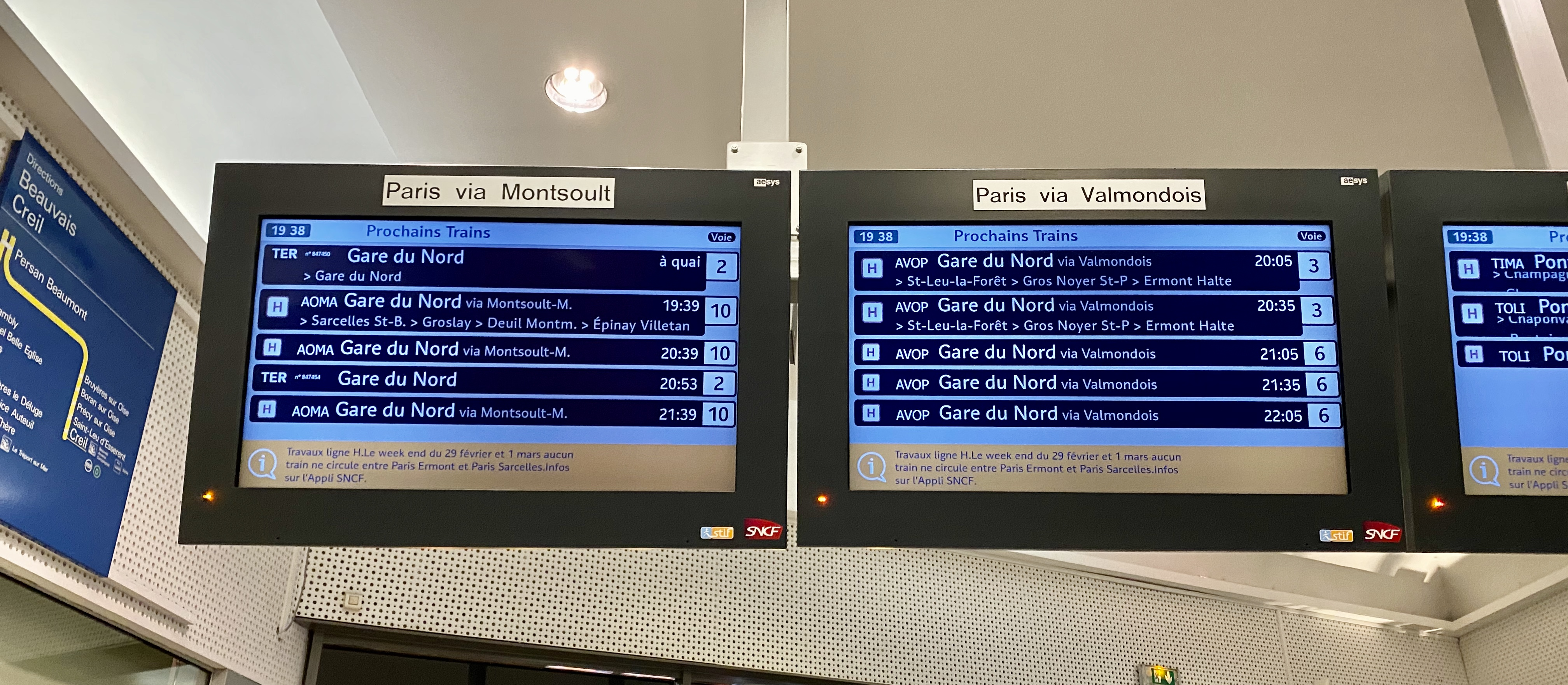
Afficheurs TFT (diffusion par IENA).
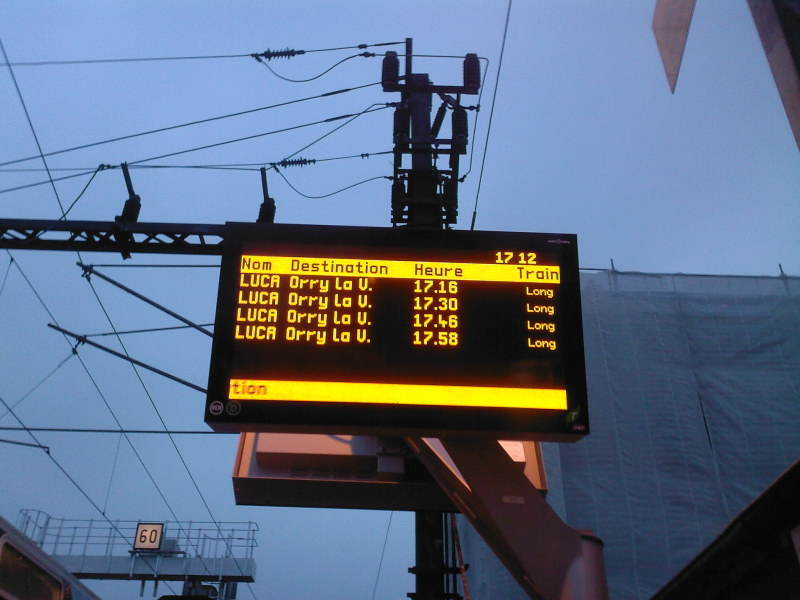
Afficheur MLED (16/9e).
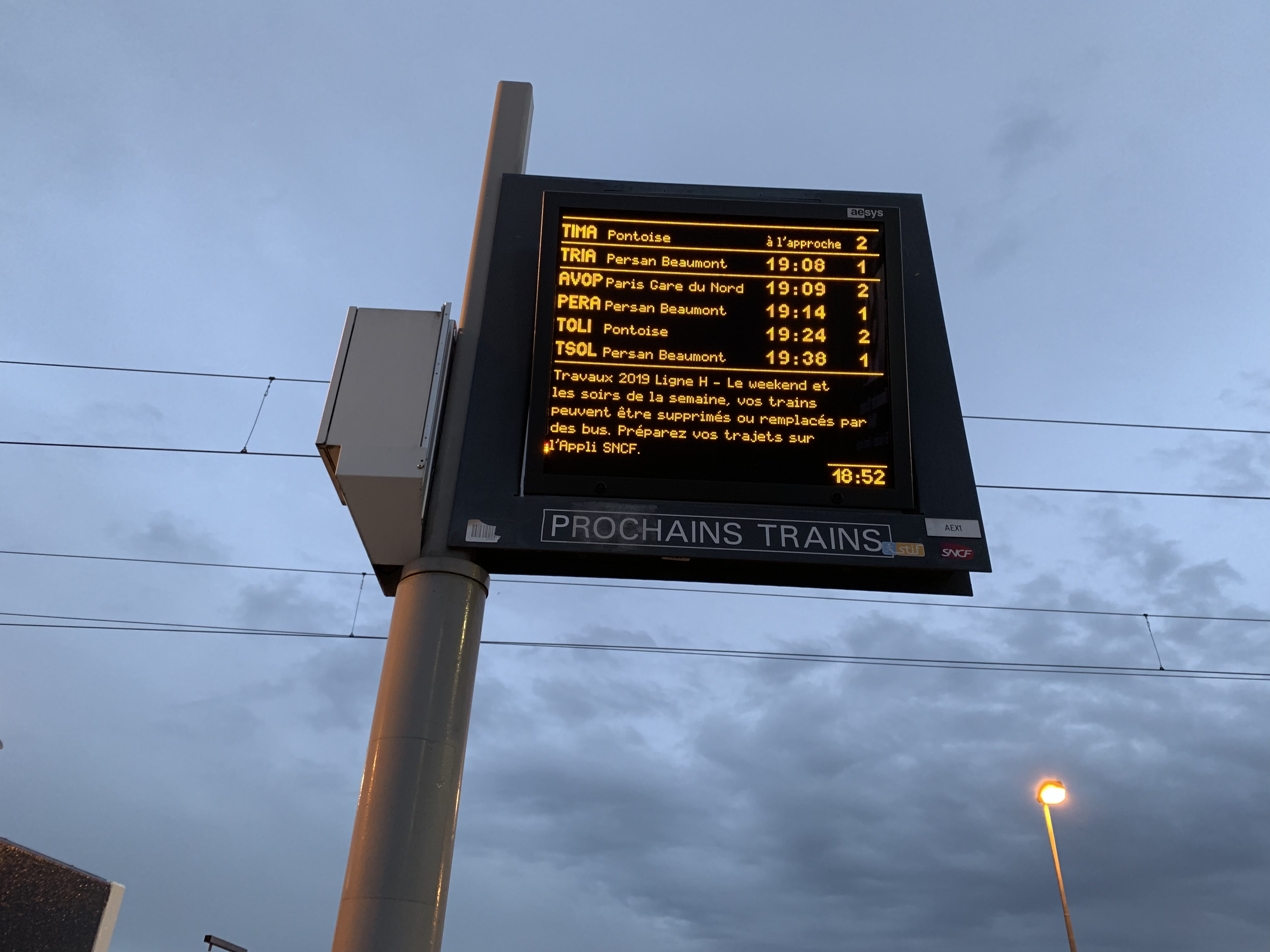
Afficheur TLED (diffusion Infogare pure).
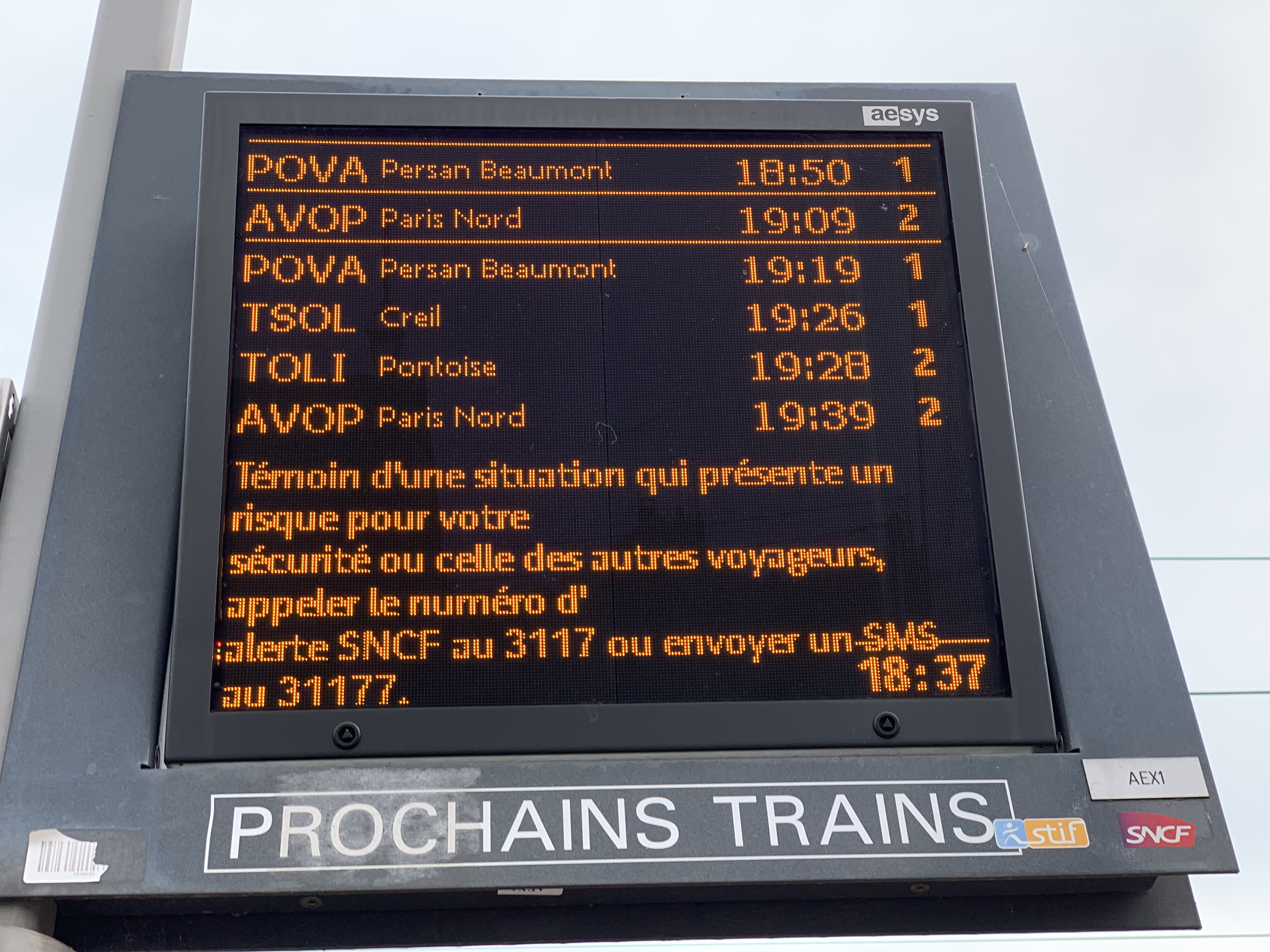
Afficheur TLED (diffusion par Dauphine en interface similaire à Infogare).
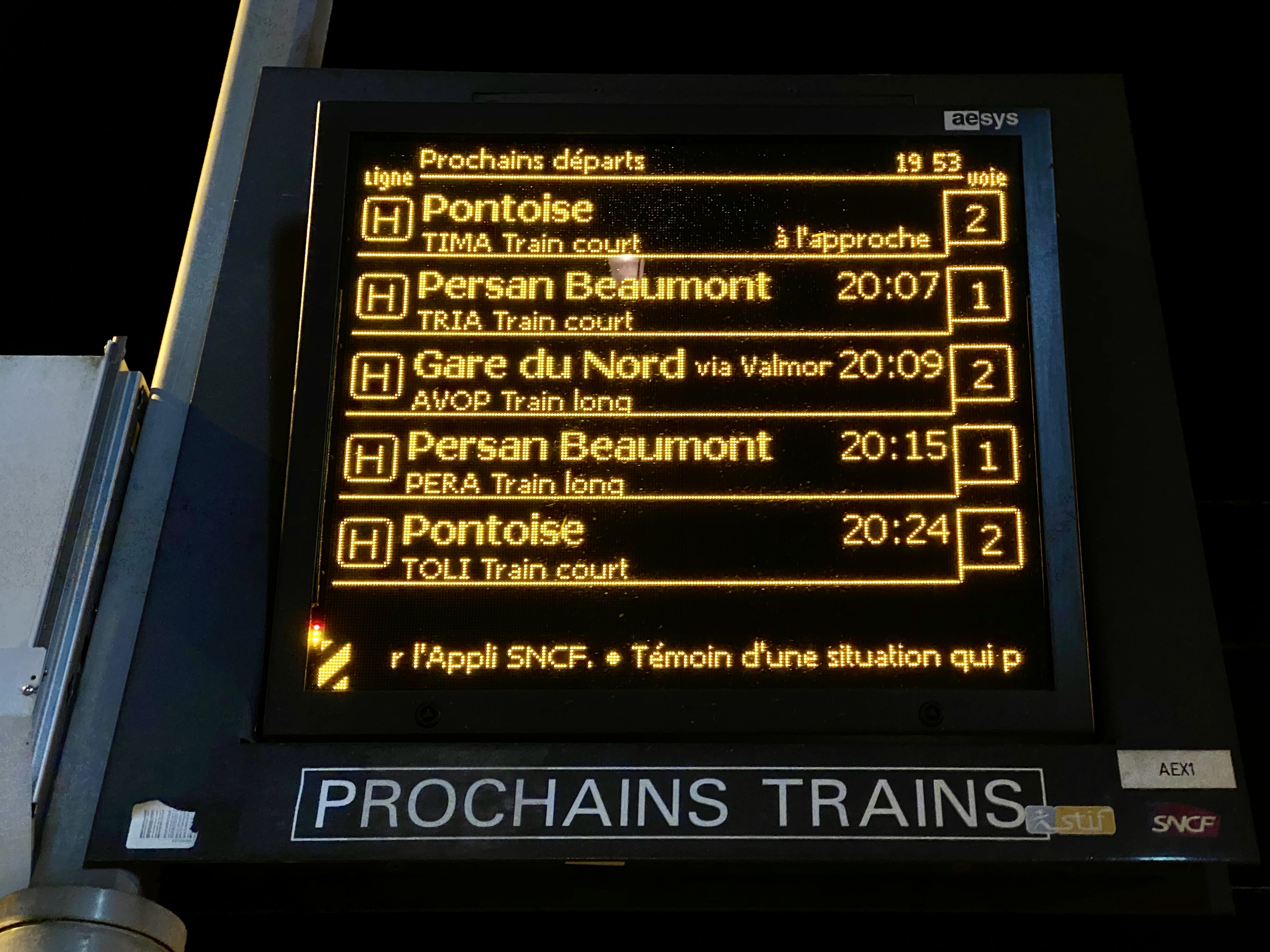
Afficheur TLED (diffusion par IENA).

## La diffusion d'annonces
Afin d'améliorer la qualité de l'information, diverses annonces sont diffusées en gare. Ces annonces sont généralement diffusées par un agent SNCF depuis un pupitre d'annonces local ou déporté.
Dans une majorité de gares, Infogare est relié à un système d'annonces automatisé, MODAN, lui-même relié à la baie de sonorisation de la gare.
MODAN a pour rôle de diffuser automatiquement des annonces si une modification survient sur les prochains trains à partir (modification de voie, de destination, etc.).
La voix utilisée pour diffuser ces annonces est celle de Simone Hérault, voix officielle de SNCF. Le principe de création d'annonces est le même que celui utilisé par CATI et décrit dans l'article « Annonces sonores des gares de France ».

## Autres systèmes d'information voyageurs
Il ne doit pas être confondu avec l'équivalent de la Régie autonome des transports parisiens (RATP) dénommé SIEL.
Un système analogue, entièrement développé par la seule SNCF, CATI, équipe les grandes gares parisiennes et les gares de province.
Un programme de modernisation de l'information des gares Transilien, « IENA », a remplacé Infogare depuis fin 2020.